# Вила Бадеса (Пескара)
Вила Бадеса (итал. Villa Badessa) је насеље у Италији у округу Пескара, региону Абруцо.
Према процени из 2011. у насељу је живело 208 становника. Насеље се налази на надморској висини од 156 м.